# Niderlandakan Oragir
Niderlandakan Oragir (Armeens: Նիդերլանդական Օրագիր, Nederlands: "Nederlands dagboek") is een online nieuwspagina van de Armeense gemeenschap in Nederland.
Niderlandakan Oragir is actief sinds 2008. De oprichter en redacteur is Hay Azian. De pagina wordt gepubliceerd in het Nederlands, Engels en voornamelijk in het Armeens. Deze online-krant is gewijd aan het leven van de Armeense gemeenschap in Nederland. De website werkt nauw samen met de Federatie van Armeense Organisaties (FAON) en met andere Nederlands-Armeense organisaties. Op de pagina's worden verschillende literaire, culturele, sociale en politieke evenementen belicht. "Niderlandakan oragir" wordt in Nederland uitgegeven en heeft een grote populariteit in zowel Nederland als Armenië, maar ook onder Armeniërs die in andere delen van Europa wonen.

## Oprichting van de krant
Niderlandakan Oragir was oorspronkelijk de persafdeling van de Nederlands-Armeense organisatie Dear Angel, opgericht in 2008 en in maart 2012 omgedoopt tot een aparte, onafhankelijke nieuwsbron genaamd Niderlandakan Oragir.

## Onderscheidingen
- Eersteklas diploma[bron?] van het Ministerie van Diaspora և Wereldcongres, 2015.
- Certificaat van Verdienste voor de bijdrage aan het behoud van de Armeense identiteit in de Armeense diaspora, 2018.